# Rugosa
Los corales rugosos (Rugosa o Tetracoralla) son un grupo extinto de antozoos tetracoralarios que eran abundantes en los mares desde el Ordovícico Medio al Pérmico Superior.

## Características
Los corales rugosos solitarios (por ejemplo, Caninia, Lophophyllidium, Neozaphrentis y Streptelasma) se denominan a menudo corales cuerno porque presentan una única cámara con forma de cuerno con una pared arrugada o rugosa. Algunos corales rugosos solitarios llegan a medir casi un metro de longitud. Sin embargo, algunas especies de corales rugosos formaban grandes colonias (por ejemplo, Lithostrotion). Cuando están presentes septos radiantes, son por lo general en múltiplos de cuatro, de ahí que reciban también el nombre de Tetracoralarios. La presencia de estos septos ocasiona que estos corales presenten simetría bilateral, a diferencia del común de los cnidarios.

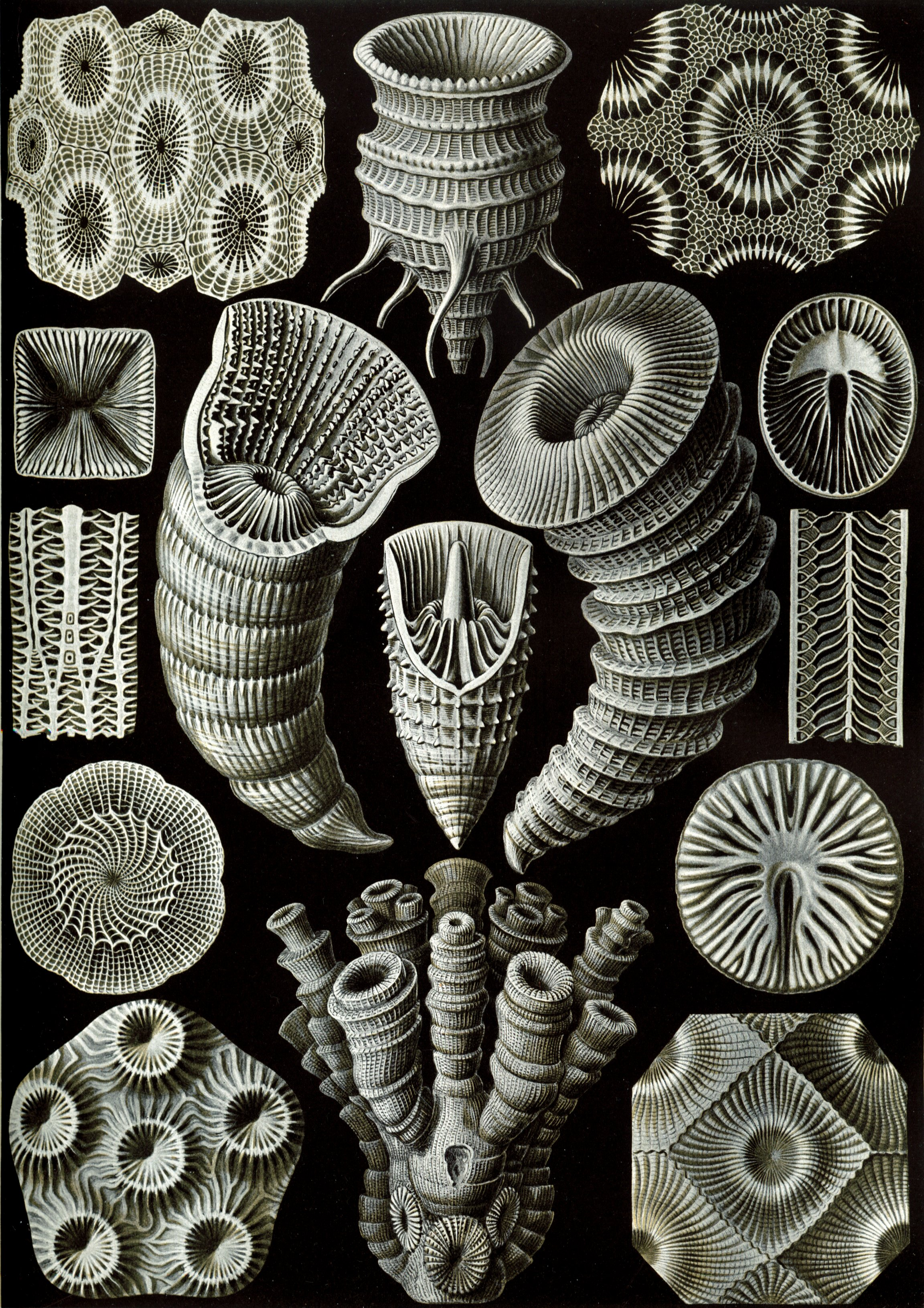
"Tetracoralla" en la obra de Ernst Haeckel, Kunstformen der Natur, 1904.

## Historia natural
Los corales rugosos tienen un esqueleto hecho de calcita que a menudo se fosiliza. Al igual que los corales modernos (Scleractinia), los corales rugosos fueron invariablemente bentónicos, viviendo en el fondo del mar o en un arrecife. Aunque no hay pruebas directas, se deduce que estos corales poseían células urticantes para capturar a sus presas. También tenían tentáculos para ayudarles a capturar a sus presas. Técnicamente eran carnívoros, pero el tamaño de su presa es tan pequeño que a menudo son denominados microcarnívoros.
Son uno de los corales mejor conocidos por la abundancia de sus fósiles. Los fósiles son casi siempre moldes debido a que su cuerpo se hunde en la arena y se rellena de arcilla y de otras partículas inorgánicas.